# All Our Yesterdays
All Our Yesterdays è il decimo album in studio del gruppo musicale Blackmore's Night, pubblicato nel 2015.

## Tracce
1. All Our Yesterdays – 4:00
2. Allan Yn N Fan – 3:26
3. Darker Shade of Black – 6:03
4. Long Long Time – 4:12
5. Moonlight Shadow (Mike Oldfield cover) – 4:12
6. I Got You Babe (Sonny & Cher cover) – 4:00
7. The Other Side – 3:19
8. Queen's Lament – 2:07
9. Where Are We Going from Here – 5:40
10. Will O' the Wisp – 4:15
11. Earth Wind and Sky – 3:41
12. Coming Home – 3:34